# Batycki

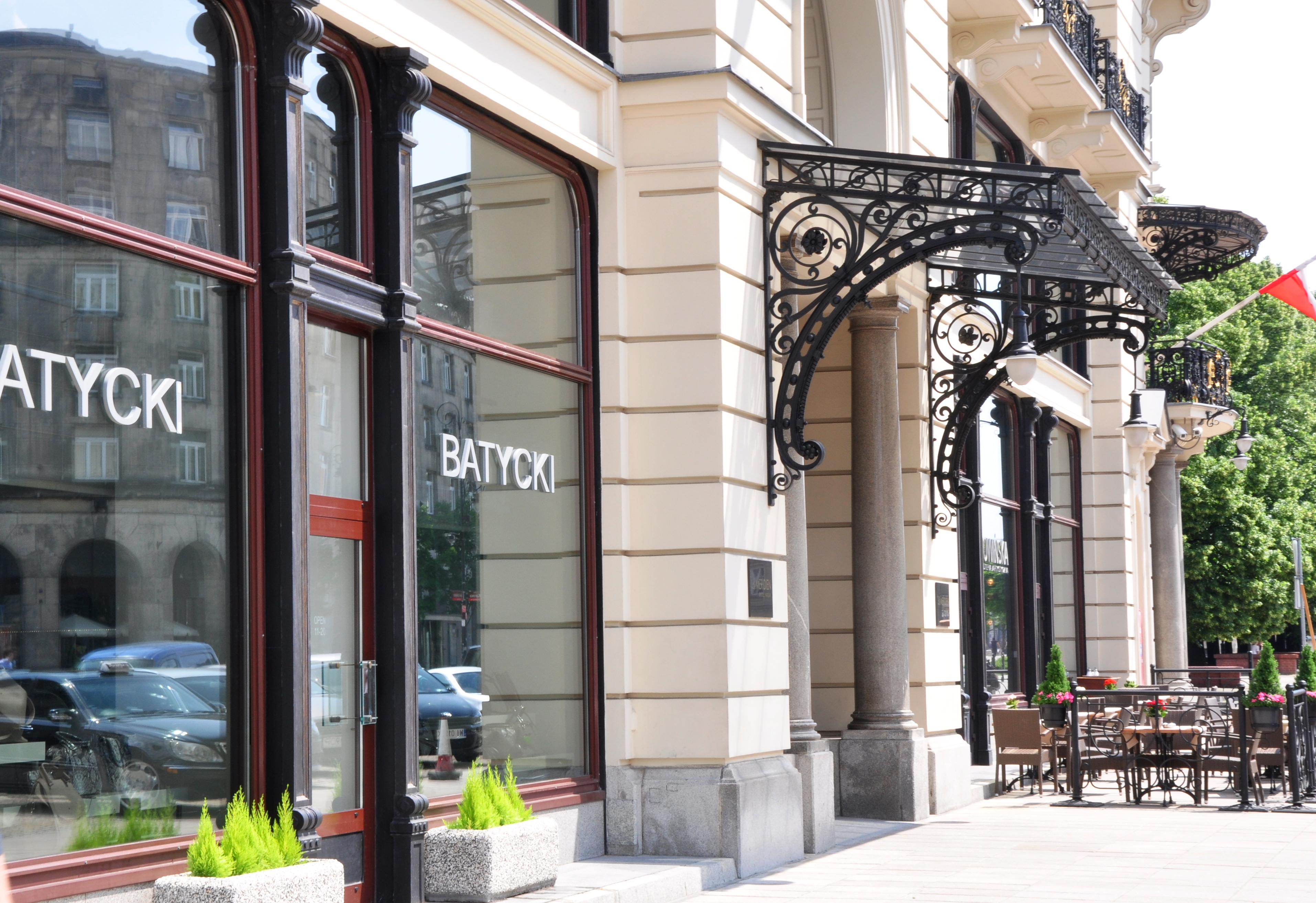
Sklep Batycki w warszawskim hotelu Bristol

Batycki (marka stylizowana na BATYCKI) – polska firma z siedzibą w Gdańsku, produkująca galanterię skórzaną i biżuterię. Firma powstała w 1948 roku w Gdyni, jej założycielem jest pochodzący z przedwojennego polskiego Lwowa Tadeusz Batycki. Od 1997 roku głównym projektantem kolekcji galanterii skórzanej i biżuterii domu mody Batycki jest Bożena Batycka. 
W 2005 roku powstała pierwsza fabryka galanterii skórzanej B S.A. Batycki w Gdańsku.
W 2012 roku opublikowano wyniki finansowe firmy, wskazujące, że marka jest nierentowna. W wyniku szeregu działań prawników Bożena Batycka w 2015 roku odeszła z firmy, a nową prezes została Maria Magdalena Rutkowska.